# ميريل صموئيل تايلور
ميريل صموئيل تايلور هو طيار كندي، ولد في 15 أبريل 1893 في كلرفيو في كندا، وتوفي في 7 يوليو 1918 بسبب قتل في المعركة.